# 新西爾基 (切爾尼希夫區)
51°48′27″N 30°41′6″E / 51.80750°N 30.68500°E
新西爾基（烏克蘭語：Новосілки）是位於烏克蘭北部的村莊，由切爾尼戈夫州切爾尼希夫區的里普基市鎮負責管轄。該村始建於1752年，面積0.67平方公里，海拔高度111米，2001年人口113，人口密度每平方公里168.7人。